# Andy Goldstein
Andy Goldstein ist ein britischer Fernsehmoderator.
Er moderierte Soccer AM, Soccer AM's All Sports Show und aktuell Sky Sports.
Er arbeitete auch als Schauspieler in der Werbesendung TalkTalk.
Goldstein ist des Weiteren ein ernstzunehmender Snookerspieler: im Rahmen der All Sports Show konnte er Steve Davis zweimal schlagen.

## Filmografie
- Jungle Drums (tägliche Sendung auf ITV2)
- Fash's Football Challenge (Bravo)
- UKTV
- Fighting Talk (BBC Radio)
- Can't Sing Singers (BBC1)
- Street-Cred Sudoku (Dave)
- Win Your Own Home (UK Style)
- Totally Top Trumps (Challenge TV)
- Strangest Ever (Five)
- My Greatest Ever Singles Party (Five)
- Swag (Five)
- The Unofficial World Records of Sex (Sky One)
- FHM High Street Honeys (Sky One)
- Bikini Heaven (Sky One)
- Six Degrees (Sky One)
- Resistance (BBC Three)
- The Contenders (BBC Education)
- You're On Sky Sports (Sky Sports 1)